# Транспортна інженерія
Транспортна інженерія — застосування технологій і наукових принципів до планування, функціонального дизайну, експлуатації та управління об'єктами для будь-якого виду транспорту з метою забезпечення безпечного, ефективного, швидкого, комфортного, зручного, економічного та екологічно безпечного переміщення людей і вантажів. Це субдисципліна будівельної інженерії і промислової інженерії. Транспортна інженерія є важливим компонентом будівельної інженерії. Про важливість транспортної інженерії в будівельній та промисловій інженерії можна судити за кількістю підрозділів в ASCE (Американське товариство інженерів-будівельників), які безпосередньо пов'язані з транспортуванням. Виділено шість таких підрозділів (космічне, авіаперевезення, шосейні, трубопровідні, водні та міський транспорт), які складають одну третину від 18 технічних відділів ASCE.
Планування аспектів транспортної інженерії засноване на міському плануванні і передбачає технічне прогнозування і облік різних політичних чинників. Технічне прогнозування пасажирських перевезень, як правило, включає в себе міську транспортну модель планування, що вимагає оцінку ієрархії поїздок (скільки поїздок для яких цілей), розподілу поїздок (вибір місця призначення), вибір режиму (який режим приймається) і маршрут (які вулиці або маршрути використовуються). Більш складне прогнозування може включати інші аспекти рішень пасажира, в тому числі наявність автомобіля, ланцюжки подорожей (рішення пов'язати індивідуальні поїздки разом в турі) і вибір житлового будинку або офісу (відомий як прогнозування землекористування). Пасажирські поїздки знаходяться в центрі уваги транспортної інженерії, тому що вони часто представляють основне навантаження для будь-якої транспортної системи.